# SMS Cap Trafalgar
SMS Cap Trafalgar a fost un crucișător auxiliar german, scufundat în timpul unei confruntări navale de către o navă de același tip britanică în septembrie 1914, la puțin timp după începerea Primului Război Mondial.